# Кинстон (Алабама)
Кинстон (енгл. Kinston) град је у америчкој савезној држави Алабама. По попису становништва из 2010. у њему је живело 540 становника.

## Демографија
Према попису становништва из 2010. у граду је живело 540 становника, што је 62 (10,3%) становника мање него 2000. године.
| Група             | 2000.       | 2010.       |
| Белци             | 561 (93,2%) | 511 (94,6%) |
| Афроамериканци    | 1 (0,2%)    | 1 (0,2%)    |
| Азијати           | 1 (0,2%)    | 3 (0,6%)    |
| Хиспаноамериканци | 2 (0,3%)    | 5 (0,9%)    |
| Укупно            | 602         | 540         |